# Feministische Partij
De Feministische Partij (FP) was de eerste Nederlandse vrouwenpartij. De partij was opgericht op 29 december 1918, een jaar nadat Nederlandse vrouwen het passief kiesrecht hadden verworven. De oprichters waren jonkvrouw Sophie W. A. Wichers, die functioneerde als president, en Henriëtte E. Verwey Mejan, die de rol van secretaris op zich nam. In 1921 fuseerden de FP en Nine Minnema’s ANVO, een feministische partij opgericht in 1919. Tijdens de verkiezingen in 1922 lukte het de ANVO niet om veel stemmers te trekken en de partij fuseerde in 1924 met de Democratische Partij.
De doelstelling van de partij verwoordde Wichers als volgt: "Het vrouwelijke inzicht in alle mogelijke kwesties naar voren brengen, op te komen tegen elke onderdrukking van de vrouw, te strijden voor de gelijkwaardigheid der seksen en het bestrijden van militarisme en geweld."

## Vrouwenpartijen en de vrouwenbeweging
Nadat het vrouwenkiesrecht in het vooruitzicht lag vond binnen de vrouwenbeweging, en met name binnen de Vereeniging voor Vrouwenkiesrecht, discussie plaats over de manier waarop vrouwen hun stem het best konden laten gelden. Zo publiceerde Martina Kramers in 1919 bijvoorbeeld 'Moeten vrouwen een eigen partij in de staat vormen?', waarin ze de stand van zaken in verschillende landen met vrouwenkiesrecht bespreekt om uiteindelijk te concluderen dat het verstandig zou zijn als vrouwen samen gaan werken met gevestigde politieke partijen. Kramers was van mening dat vrouwenpartijen zichzelf enerzijds tegenwerkten door noodgedwongen te concurreren met partijen waar ze het grotendeels mee eens waren. Anderzijds voorzag Kramers in het feit dat vrouwenpartijen in het buitenland vaak one-issue partijen waren, die voorafgaand aan de invoer van het actief vrouwenkiesrecht ook nog eens afhankelijk zouden zijn van mannelijke stemmers, ook grote struikelblokken. Hoe dan ook zou het voor vrouwenpartijen lastig zijn om genoeg stemmers te trekken om ook daadwerkelijk invloed uit te kunnen oefenen.
Hoewel het meteen verkiesbaar stellen van vrouwen een prioriteit van Wichers en Verwey Mejan was, hadden ze wel een ontwikkeld partijprogramma dat zich onder andere uitsprak over vakonderwijs, staatspensionering en anti-militarisme (het laatstgenoemde fungeerde als een centrale drijfveer voor de oprichting van de partij). De FP wilde een vrouwelijk perspectief op maatschappelijke kwesties belichamen en bij ieder politiek onderwerp het moreel juiste standpunt innemen. De partij beschouwde zichzelf niet als 'links' of 'rechts'. Desalniettemin was het Kramers en Catharine van Tussenbroek, vice-voorzitter van de ANVO, al snel duidelijk dat de FP veel overeenkomsten had met socialistische partijen als de SDAP en de Christensocialisten wat de partij, zoals Kramers al voorzag, belemmerd zal hebben in het aantrekken van stemmers.
Na het opgaan in de ANVO ontstond er binnen de samengevoegde vrouwenpartij onenigheid over het partijprogramma, aangezien de ANVO zich tot dan toe had geprofileerd als een partij die het vrij mandaat aanhing terwijl de FP een gedetailleerd partijprogramma had uitgewerkt. Bij de Kamerverkiezingen in 1922 won de gefuseerde vrouwenpartij slechts zesduizend stemmen.

## Bestuursleden van de FP
- Sophie W.A. Wichers, presidente
- Henriëtte E. Verwey Mejan, eerste secretaresse
- Sophie Dolman, tweede secretaresse
- A.H. Scheuter-Aalderink, penningmeesteres[3]